# Ilija Łazarow
Ilija Dimitrow Łazarow, bułg. Илия Димитров Лазаров (ur. 19 września 1965 w Sofii) – bułgarski polityk i przedsiębiorca, sekretarz generalny Związku Sił Demokratycznych (SDS), deputowany krajowy, poseł do Parlamentu Europejskiego X kadencji.

## Życiorys
Syn dyplomaty Dimityra Łazarowa. W 1991 uzyskał magisterium na Uniwersytecie Kijowskim. Zaangażował się w działalność polityczną w ramach Partii Demokratycznej i następnie Związku Sił Demokratycznych. Obejmował różne funkcje w strukturze partii, w 1992 odpowiadał za kampanię prezydencką Żelu Żelewa poza Bułgarią, kierował też działem informacji SDS. W latach 90. pracował również jako konsultant w sektorze prywatnym. Kierował sztabem wyborczym kandydata na prezydenta Petyra Stojanowa, a po jego zwycięstwie w latach 1997–2002 był szefem gabinetu prezydenta. Od 2002 ponownie związany z sektorem prywatnym, został m.in. dyrektorem klubu golfowego. Należał do partii BDS „Radikali” (jako sekretarz do spraw międzynarodowych), po czym powrócił do SDS. W 2006 został sekretarzem generalnym partii, funkcję tę pełnił do 2007. W 2015 wszedł w skład zarządu przedsiębiorstwa NKIZ odpowiadającego za strefy przemysłowe w Bułgarii. W 2018 ponownie powołano go na sekretarza generalnego Związku Sił Demokratycznych. W kwietniu 2021 jako kandydat koalicji GERB-SDS uzyskał mandat deputowanego do Zgromadzenia Narodowego 45. kadencji.
W 2024 został natomiast wybrany do Europarlamentu X kadencji (gdy Rosen Żelazkow odmówił objęcia mandatu eurodeputowanego).